# 幻の名盤解放同盟
幻の名盤解放同盟（まぼろしのめいばんかいほうどうめい）は、1982年から特殊漫画家の根本敬らが主宰する廃盤レコードの復刻活動を行うユニットである。昭和歌謡ブームやポンチャックブームの仕掛人であり、モンドカルチャーへ与えた影響は大きい。廃盤クロスレビューから旅行ガイドブックの執筆まで多岐に渡り活動している。

## 概要
中古レコードの蒐集を行っていた特殊漫画家の根本敬、音楽評論家の湯浅学、デザイナーの船橋英雄の三人によって1982年春に前身となる「廃盤水平社」を結成。自販機本『コレクター』（群雄社／海鳴書房）でメディアに初登場する。その後はアリス出版の自販機本『EVE』に移籍して活動を本格化する。
発足当初から一貫して「すべての音盤はターンテーブル上で平等に再生表現される権利を持つ」をスローガンに、商業的成功にめぐまれず廃盤となり消えていった個性的すぎる歌謡曲の紹介・復刻を手がける。またライナーノーツには過剰なまでの情報量による解説と湯浅学による秀逸な解読が添付されているのが特徴である。
かつてP-VINEレーベルから「幻の名盤解放同盟」による復刻盤コンピレーションアルバム『幻の名盤解放歌集』シリーズが、原盤の大手レーベルの承諾を得て、東芝編、テイチク編、ビクター編など、会社別に多数発売されていた。『幻の名盤解放歌集』シリーズは1994年12月時点において平均で約3,000枚、人気商品は7,000枚売れており、「廃盤レコードの編集盤としては破格のヒット」とされる。
1987年には韓国旅行記『ディープ・コリア』を同盟の共著で発表、その後も出版社を変えつつ四半世紀にわたり増補改訂を繰り返し、最新版では600頁を越える大著となった。民主化以前で情報が乏しかった当時の韓国を渡り歩き集めた、日常のどうでもいい瑣末でリアルな韓国の姿を「お笑い大韓民国」として面白おかしく取り上げたものである。これは対韓国・朝鮮贖罪意識にとらわれた形でしか韓国を語れず、硬直していた日本の韓国観に対し風穴を開ける画期的な一冊として青山正明などから高く評価された。ただし根本ら幻の名盤解放同盟は、2010年代以降の嫌韓ブームで本著が嫌韓本と同列に語られることに対して不快感を示している。また、韓国では「下世話な音楽」として敬遠されていたポンチャックを日本に紹介し、李博士をはじめ一時的にブームを呼んだ。
「解放同盟」の名称は部落解放同盟だけのものではないが、部落解放同盟員から「幻の名盤解放同盟」の名称に苦情が寄せられ、CDが出荷停止に追い込まれた過去がある。またメディアの自主規制によりユニット名が取り上げられる機会も少ない。その功績とは裏腹に世間一般では知名度が低く、知る人ぞ知るアンダーグラウンドな存在である。

## 標語
一般論、道徳、倫理などにとらわれることなく、人間の「生」の現われである「歌」を底辺から集め、いい顔といい歌を既存のあらゆる倫理／道徳、価値体系から解放せんとする。曰く「平等に聴く耳を持て。音楽に貴賎はない。同情も同調もいらぬ」。

## デイスコグラフィ
- 幻の名盤解放歌集 トリオ編 愛のイエスタディ 1992
- 幻の名盤解放歌集 クラウン編 ハートを狙い撃ち 1992
- 幻の名盤解放歌集 ビクター編 渚の歓喜（エクスタシー）1992
- 幻の名盤解放歌集 日本コロンビア編 スナッキーで踊ろう1992
- 幻の名盤解放歌集 ミノルフォン編 太陽に抱かれたい 1992
- 幻の名盤解放歌集 ポリドール編 お願い入れて 1993
- 幻の名盤解放歌集 BMGビクター編　資本論のブルース 1993
- 幻の名盤解放 藤本卓也作品集 キング編 君が欲しい 1993
- 幻の名盤解放歌集 キング編 若さでムンムン 1993
- 幻の名盤解放歌集 テイチク編 シューベルト物語 1993
- 幻の名盤解放 藤本卓也作品集 テイチク編 真赤な夜のブルース 1993
- 幻の名盤解放歌集 ポニーキャニオン編 男が死んで行く時に 1994
- 幻の名盤解放歌集 東芝編 男と女の炭坑節 1994
- 幻の名盤解放歌集 BGMビクター編 資本論のブルース 1993
- 幻の名盤解放歌集 東芝編 串田アキラの爆発するソウル歌謡 からっぽの青春 1994
- 幻の名盤解放歌集 日本コロムビア編 ニャオニャオ甘えて 1995
- 幻の名盤解放歌集 テイチク編 ダイナマイト・ロック1995
- 幻の名盤お色気キューティ・ポップ解放歌集 ポリグラム編 夜のメカニズム 1996
- 幻の名盤カルトGS キューティ・ポップ ソフトロック・ドライヴィン解放歌集 越天楽ゴーゴー 1996
- 幻の名盤解放歌集 ビクター編 ドラマチック・お色気・ブルース 1996
- 幻の名盤解放歌集 ビクター編 うちの家族は女の天下 1996
- 幻の名盤解放歌集 大映レコード蒸発編 おじさまいや? 1997
- 幻の名盤解放歌集 大映レコード勝新太郎編〜歌いまくる勝新太郎 1997
- 幻の名盤解放歌集 大映レコード野望篇 1997
- 幻の名盤解放歌集 絶唱!野坂昭如 マリリン・モンロー・ノー・リターン 1999
- 幻の名盤解放歌集 テイチクお色気編 あなたと死にたい私 1998
- 幻の名盤 お色気ボックス 2000
- 幻の名盤解放歌集 ワーナーミュージック 春の紅白歌合戦 白組 2001
- 幻の名盤解放歌集 ワーナーミュージック 春の紅白歌合戦 紅組 2001
- 幻の名盤 お宝シングルBOX 2001
- 幻の名盤 解放箱 2005
- 幻の名盤 お色気BOX 2006
- THE BEST OF 幻の名盤解放歌集「王道」MAXIMUM解毒歌謡 2007
- THE BEST OF 幻の名盤解放歌集「王道」地獄に近いHEAVEN2007
- THE BEST OF 幻の名盤解放歌集「王道」でも、やるんだよ! 2007
- THE BEST OF 幻の名盤解放歌集「王道」もうがまんできない 2007
- 幻の名盤解放歌集2011 新盛り場ブルース 2011
- 幻の名盤解放歌集2011 歌いまくる勝新太郎 2011

## 書籍
- 『ディープ・コリア 観光鯨狩りガイド』 - ナユタ出版会、1987年
- 『ディープ歌謡 The dark side of Japanese pops』 - ペヨトル工房、1993年
- 『定本 ディープ・コリア 韓国旅行記』 - 青林堂、1994年
- 『夜、因果者の夜』 - ペヨトル工房、1997年
- 『バリの空の下、人は流れる』 - 水声社、2000年
- 『幻の名盤百科全書』 - 水声社、2001年
- 『お色気ディープ東京』 - ブルース・インターアクションズ、2002年
- 『豪定本 ザ・ディープ・コリア』 - ブルース・インターアクションズ、2002年
- 『元祖 ディープ・コリア 本家観光鯨狩りガイド』 - K&Bパブリッシャーズ、2013年
- 『ポンチャックアート1001』 - 東京キララ社 2024年

## ビデオ
- 『因果境界線』 - 青林堂、1992年
- 『ひさご』 - 青林堂、1993年
- 『川西杏・幻の大本営』 - 青林堂、1993年

## 関連人物
- 根本敬（特殊漫画家）
- 湯浅学（音楽評論家）
- 船橋英雄（デザイナー）
- 山田花子（漫画家）
- 村崎百郎（鬼畜ライター）
- 石野卓球（歌手）
- 藤本卓也（作曲家、作詞家、歌手）
- 野坂昭如（作家、歌手）
- 勝新太郎（俳優、歌手）
- 串田アキラ（歌手）
- 李博士（歌手）
- 川西杏（歌手）- 在日朝鮮人の特殊歌手。一時は非常に親密な関係だったが、同盟をめぐる双方の見解の相違により絶縁。2002年2月13日には同盟を名目上の「解散」に追い込んだ[5]。
- 横山剣（歌手）- 根本敬を尊敬しており、クレイジーケンバンドのアルバム名などに「電波」「因果」の語を使用しているのは根本の影響である。また川勝正幸は「クレイジーケンバンドは幻の名盤解放同盟とピチカート・ファイヴとをリンクさせる、奇跡的なバンドだ」と発言している。[要出典]